# Лума Дизајн
Лума Дизајн je тјунинг атеље у граду Винтерлинген, у регији Баден-Виртемберг, у Немачкој, специјализован је за подешавање аутомобила, посебно марке BMW, али и других престижних произвођача као што су Порше, Мерцедес-Бенц, Лeнд Ровер и Опел.

## Лума Дизајн ЦЛР 730 РС (Е60)
Произведен је само један примерак аутомобила, специјално за члана краљевске породице из Саудијске Арабије - Саада бин Абдулазиза бин Абдула Рахмана ал Сауда. У изградњи аутомобила учествовала је и компанија G -Power, чији су инжењери повећали снагу мотора аутомобила V10 5.0 S85 B50 на 223 коњских снага, 180 њутн метара до 730 л.с. и 700 н.м, постављањем 2 погонска компресора АСА, спортске ваздушне филтере и нову електронску контролну јединицу. 
Као резултат, аутомобил убрзава од 0 до 100 km/h за 4,2 секунде, до 200 km/h за 10 секунди, до 300 km/h за 29,5 секунди, а максимална брзина износи 367 km/h.
Због сигурности аутомобила при великим брзинама уграђена је 405-милиметарска кочница. Унутрашњост је у потпуности испуњена са 2 луме боје коже и присутан је и велики број угљеничних влакана.

## Лума Дизајн ЦЛР Р (Л405)
Лума Дизајн је прва компанија која се бави прављењем побољшањем дизајна за Ленд Ровер и Ренџ Ровер.
Маска аутомобила састоји се од новог предњег браника са малим црним раздвајачем и три цеви за климу која су затворена многоребарним решеткама, предњег и задњег блатобрана, бочних прагова и задњег браника. Стандардна решетка радијатора уступиће место другом аналогу, која има улогу централне цеви за довод ваздуха до решетке, а уместо традиционалног натписа са именом британског бренда, стоји украшено име Лума ЦЛР Р.
Предњи и задњи блатобрани провећавају висину, са додавањем додатне ширине возила од 50 мм и масивним предњим делом који се налази између њих. На задњим крилима убачена је вентилација, док је задњи браник модификованог аналогног места дошао са видљивим тамним дифузором и угљеничним влакнима на крају издувног система. Бензински 5,0 литарски мотор џипа добио је нови издувни систем од нерђајућег челика и реконфигурацију контролне јединице гаса, која ће повећати снагу мотора од стандардних 510 до 540 или 560 коњских снага.
Унутрашњост возила садржи пресвлаку у 2 боје коже, у комбинацији са карбон уметцима и алуминијским педалама и улазим праговима. 
Први потпуно завршен аутомобил објављен је у априлу 2013. године.

## Лума Дизајн ЦЛР 9 С (991)
Лума Дизајн радио је на естетици нових података Пoрше 911 карера с, побољшању дизајна екстеријера и ентеријера. Преуређењо тело 911, тјунинг атеље назвао је ЦЛР 9 С, док је светска премијера одржана на 82. Женевској изложби аутомобила. Спреда Порше 911 био је елегантан спојлер са додатним доводом ваздуха обојен у сиву предњу маску и дрвеном главом оптике сликане у боји каросерије. Задњи део крунисан је за невероватних 3-интегрални спојер, који се савршено уклапа у крими дизајн новог карера с. Према творцима, нови аеродинамички елементи, не само да ће издвојити лепоту крми спортских аутомобила, него и потисну силу, што је важно. 
Пакет ЦЛР 9 С укључује јединствени издувни систем са четири хромиране издувне цеви, вентиле за контролу нивоа емитованог звука и додатне функције као што су трчакчки појас уз тело.
Специјалисти Лума Дизајна инсталирали су на новим фелнама, које су добро ускладиле величину од 9х20 инча у предњем и 12х20 инча у задњем делу, кроз жице од којих изгледају као црвене чељушти кочионог система.
Троструко ковани наплавци смештени су у спортске димензије 245/30R20 напред и 305/30R20 позади. Суспензија је смањена за 50 мм. Ентеријер ЦЛР 9 С трансформисан је захваљујући алуминијским педалама, алуминијум инсертимс са натписом Лума Дизајн, црвене кожне пресвлаке и црне алкантаре и лого простирке тјунинг атељеа. Немачки дизајнери нису оставили скоро голе пластике у кабини, већ су обложили сваки детаљ кожом и алкантаром, наглашавајући црне елементе насупрот црвене нити. Инсерти ентеријера прекривени су карбонским филмом, који је своје место пронашао на централној конзоли волана.
Компанија је сматрала да је прерађивање акумулатора који производи 400 кв непотребно.